# Cremnops florissanticola
Cremnops florissanticola är en stekelart som först beskrevs av Cockerell 1919.  Cremnops florissanticola ingår i släktet Cremnops och familjen bracksteklar. Inga underarter finns listade i Catalogue of Life.